# Joaquim Bau i Nolla
Joaquim Bau i Nolla (Tortosa, Tarragona, 16 d'agost de 1897 - Madrid, 20 de maig de 1973), primer comte de Bau, fou un advocat, comerciant i polític català, membre d'una influent família carlina de Tortosa.

## Biografia

### Primers anys
El seu pare, Josep Bau i Vergés fou un comerciant d'oli que va fer fortuna en el mercat sud-americà. Va estudiar al Col·legi de Sant Pere Apòstol dels Germans de les Escoles Cristianes de Tortosa, el batxillerat al Col·legi de la Salle Bonanova de Barcelona i es va llicenciar en Dret a la Universitat de València en 1935. Es va casar amb Pilar Elisa Carpi Esteller, amb la qual va tenir cinc fills (Joaquim, Josep Lluís, Ferran, Elisa i Inmaculada).
Treballà com a corredor de Borsa i Comerç, comerciant d'oli i president de la Junta Central de Corredores de Comercio de España. Fou vocal de la Real Sociedad Geográfica.

### Activitat política
De família carlina, començà la seva trajectòria a les Joventuts Catòliques de Tortosa i després ingressà a Comunió Tradicionalista, partit amb el qual fou alcalde de Tortosa entre 1925 i 1929, i diputat a l'Assemblea Nacional consultiva durant la dictadura de Primo de Rivera com a membre de la Unión Patriótica, de la que en fou cap de la província de Tarragona el 1929. Es mostrà totalment contrari a l'Estatut de Núria.
Fou elegit diputat per la província de Tarragona a les eleccions generals espanyoles de 1933 dins la coalició Unió Ciutadana (secció catalana del Bloque Nacional, dirigida pel seu amic José Calvo Sotelo), i a les eleccions generals espanyoles de 1936 va repetir dins les files del Front Català d'Ordre.
Part activa dels revoltats en esclatar la guerra civil espanyola va fugir a Portugal. Posteriorment la seva dona i fills van ser intercanviats per la família del general José Miaja (desembre de 1936).
Bau fou membre de la Junta Tècnica a Burgos i president de la Comisión de Industria, Comercio y Abastos de la Junta Tècnica de l'Estat, càrrec equivalent a ministre, entre el 2 d'octubre de 1936 i el 30 de gener de 1938.
Durant la postguerra va comprar la majoria de les accions del Banc de Tortosa i les va vendre en 1950 al Banco Central, aconseguint una considerable fortuna. Després fou procurador a les Corts franquistes entre el 1958 i el 1971, president del consell d'estat i membre del Consejo del Reino entre 1965 i 1973. Pòstumament va rebre el títol de comte de Bau.